# Maria do Carmo (política)
Maria do Carmo Martins Lima (Santarém, 6 de janeiro de 1961) é uma jurista e política brasileira, filiada ao Partido dos Trabalhadores (PT) e atualmente deputada estadual do Pará. Foi promotora de justiça do Ministério Público do Estado do Pará e prefeita do município de Santarém.

## Carreira
Maria do Carmo foi promotora de justiça do Ministério Público do Estado do Pará de 1990 até sua aposentadoria em 2020.
Iniciou sua carreira política em 1996 concorrendo pelo Partido dos Trabalhadores (PT) à prefeitura de Santarém, ficando em segundo lugar com 23,54% dos votos, derrotada por seu principal adversário político Lira Maia, que foi eleito com 26,65% dos votos válidos.
Ocupou seu primeiro cargo político quando se elegeu Deputada estadual pelo PT do Pará nas eleições de 1998.
Em 2000 concorreu novamente para a prefeitura de Santarém, obtendo 27,46% dos votos e sendo derrotada outra vez por Lira Maia, que foi reeleito prefeito de Santarém pelo PFL com 50,78% dos votos.
Em 2002 concorreu ao governo do Pará pelo PT juntamente com os candidatos: Ademir Andrade (PSB), Rubens Brito (PMDB), Hildegardo Nunes (PTB), Cleiton Coffy (PSTU) e Simão Jatene (PSDB). No primeiro turno começou a disputa atrás dos principais candidatos, mas cresceu e chegou ao segundo turno com 28,97% contra Simão Jatene, que obteve 34,49%. No segundo turno, Jatene foi eleito com 51,72% dos votos válidos, contra 48,28% de Maria que chegou a liderar todas as pesquisas de intenção de votos, mas a maquina do Estado conseguiu levar Simão Jatene ao Governo com grande ajuda do então Governador Almir Gabriel. Maria do Carmo obteve 1.205.229 votos, sendo a maior votação política de alguém do oeste do Pará.
Elegeu-se prefeita de Santarém em 2004, com 45,16% dos votos sobre os candidatos Alexandre Von (PL) que ficou com 37,15% dos votos e Antônio Rocha (PMDB) com 17,68%, tornando-se a primeira mulher a governar a cidade. Foi reeleita em 2008 com 52,81% dos votos válidos, derrotando o ex-prefeito e então Deputado Federal Lira Maia.
O segundo mandato foi questionado pelo candidato derrotado, que alegou Maria do Carmo, por ser promotora pública, estava impedida pela Emenda Constitucional 45/2004 de disputar cargos eletivos. O caso foi julgado pelo Supremo Tribunal Federal, que, por maioria de votos (6 a 4), decidiu que a promotora de justiça licenciada poderia exercer o cargo de prefeita de Santarém, mesmo diante de determinação constitucional que veda o exercício de atividade político-partidária por integrante do Ministério Público. Votaram assim os ministros Eros Grau, Marco Aurélio Mello, Carlos Ayres Britto, Cármen Lúcia, Ricardo Lewandowski e Gilmar Mendes.
No seu governo, iniciou obras do PAC nos bairros Mapiri, Uruará, Caranazal, Liberdade e Jardim Santarém, além do conjunto residencial Salvação, integrante do programa Minha Casa, Minha Vida. Inaugurou obras como o Parque da Cidade, a UPA 24H, o Viaduto da Rod. Fernando Guilhon, Maria do Carmo encerrou seu mandato em 31 de dezembro de 2012 com 82% de aprovação.
Atualmente Maria do Carmo é deputada estadual do Pará